# McDonald's Burnie International 2011
Il McDonald's Burnie International 2011 è stato un torneo professionistico di tennis giocato sul cemento. È stata la 9ª edizione del torneo, che fa parte dell'ATP Challenger Tour nell'ambito dell'ATP Challenger Tour 2011 e dell'ITF Women's Circuit nell'ambito dell'ITF Women's Circuit 2011. Si è giocato a Burnie in Australia dal 31 gennaio al 6 febbraio 2011.

## Partecipanti ATP

### Teste di serie
| Nazionalità | Giocatore         | Ranking* | Testa di serie |
| ----------- | ----------------- | -------- | -------------- |
| Australia   | Marinko Matosevic | 138      | 1              |
| Italia      | Paolo Lorenzi     | 140      | 2              |
| Slovenia    | Grega Žemlja      | 142      | 3              |
| Australia   | Carsten Ball      | 158      | 4              |
| Rep. Ceca   | Lukáš Rosol       | 163      | 5              |
| Giappone    | Yūichi Sugita     | 166      | 6              |
| Rep. Ceca   | Ivo Minář         | 169      | 7              |
| Giappone    | Tatsuma Itō       | 182      | 8              |

- Ranking al 17 gennaio 2011.

### Altri partecipanti
Giocatori che hanno ricevuto una wild card:
- Chris Guccione
- James Lemke
- Luke Saville
- Bernard Tomić

Giocatori passati dalle qualificazioni:
- Érik Chvojka
- James Duckworth
- Joel Lindner
- Benjamin Mitchell

## Partecipanti WTA

### Teste di serie
| Nazionalità | Giocatrice       | Ranking* | Testa di serie |
| ----------- | ---------------- | -------- | -------------- |
| Australia   | Sally Peers      | 151      | 1              |
| Russia      | Arina Rodionova  | 185      | 2              |
| Turchia     | Çağla Büyükakçay | 190      | 3              |
| Australia   | Jessica Moore    | 249      | 4              |
| Australia   | Olivia Rogowska  | 259      | 5              |
| Francia     | Caroline Garcia  | 275      | 6              |
| Giappone    | Chiaki Okadaue   | 288      | 7              |
| Australia   | Tammi Patterson  | 300      | 8              |

- Ranking al 17 gennaio 2011.

### Altre partecipanti
Giocatrici che hanno ricevuto una wild card:
- Daniella Dominikovic
- Azra Hadzic
- Alyssa Hibberd
- Stefani Stojic

Giocatrici passati dalle qualificazioni:
- Bojana Bobusic
- Eugenie Bouchard
- Nastja Kolar
- Julija Putinceva
- Zheng Saisai
- Daniela Scivetti
- Emelyn Starr
- Belinda Woolcock

## Campioni

### Singolare maschile
Flavio Cipolla ha battuto in finale  Chris Guccione, walkover

### Doppio maschile
Philip Bester /  Peter Polansky hanno battuto in finale  Marinko Matosevic /  Rubin Jose Statham con il punteggio di 6–3, 4–6, [14–12]

### Singolare femminile
Eugenie Bouchard ha battuto in finale  Zheng Saisai con il punteggio di 6–4, 6–3

### Doppio femminile
Natsuma Hamamura /  Erika Takao hanno battuto in finale  Sally Peers /  Olivia Rogowska con il punteggio di 6–2, 3–6, 10–7